# Visconde de Monsaraz
Visconde de Monsaraz é um título nobiliárquico criado por D. Luís I de Portugal, por Decreto de 17 de Janeiro de 1884, em favor de António de Macedo Papança, depois 1.° Conde de Monsaraz.
Titulares
1. António de Macedo Papança, 1.° Visconde e 1.° Conde de Monsaraz.